# Endless Forms Most Beautiful
Vous lisez un « bon article » labellisé en 2022.
Pour l'article sur la chanson, voir Endless Forms Most Beautiful (chanson).
Albums de Nightwish
Imaginaerum : The Score
(2012) Human. :II: Nature.
(2020)
Singles
1. Élan
Sortie : 13 février 2015[2]
2. Endless Forms Most Beautiful
Sortie : 8 mai 2015[3]

Endless Forms Most Beautiful est le huitième album du groupe de metal symphonique finlandais Nightwish, sorti le 27 mars 2015 par Nuclear Blast en Europe et en Argentine, le 30 mars au Royaume-Uni et le 31 mars aux États-Unis. Il s'agit du premier album studio du groupe avec la chanteuse Floor Jansen et le multi-instrumentiste Troy Donockley comme membre officiel. Il est aussi le premier sans le batteur Jukka Nevalainen, qui a dû interrompre temporairement ses activités au sein du groupe en raison de graves insomnies, ce qui l’amène à se retirer le temps de l'album et des tournées suivantes. Toutes les parties de batterie de l'album sont donc réalisées par Kai Hahto de Wintersun et Swallow the Sun, bien que Nevalainen apparaisse toujours comme un membre officiel dans le livret. Il s'agit du premier album présentant le groupe comme étant un sextet.
Contrairement à Imaginaerum, son prédécesseur, qui basait ses textes sur l'imagination et la fantaisie, Endless Forms Most Beautiful tourne autour de questions scientifiques et de la raison. Il se concentre plus particulièrement sur les théories de l'évolution de Charles Darwin et de Richard Dawkins — ce dernier participe à l'album en récitant des passages de ses livres. Les livres des deux auteurs ont influencé des morceaux spécifiques de l'album, Endless Forms Most Beautiful s'inspirant de The Ancestor's Tale et The Greatest Show on Earth tirant son nom du Plus Grand Spectacle du monde. Certaines chansons abordent toutefois des thèmes fantastiques, comme Edema Ruh, inspiré du livre Le Nom du vent de Patrick Rothfuss. Tuomas Holopainen, le claviériste et principal auteur-compositeur, le définit comme étant le premier volet d'une trilogie, contenant Human. :II: Nature. (2020) et Yesterwynde (2024).
Musicalement, il est considéré par Holopainen comme plus lourd que les précédentes sorties du groupe. Il évite également d'utiliser la voix lyrique de Jansen, qui n'aurait pas convenu aux morceaux, et préfère la faire passer de la sérénité à l'agressivité. Il s'agit du quatrième album consécutif du groupe en collaboration avec le chef d'orchestre Pip Williams.
L'œuvre est acclamée par les critiques, qui salue la qualité générale des morceaux et le travail réalisé par Floor Jansen, et figure dans plusieurs charts à travers le monde. Le premier single de l'album, Élan, sort le 13 février 2015, le second, Endless Forms Most Beautiful, paraît le 8 mai de la même année.

## Contexte

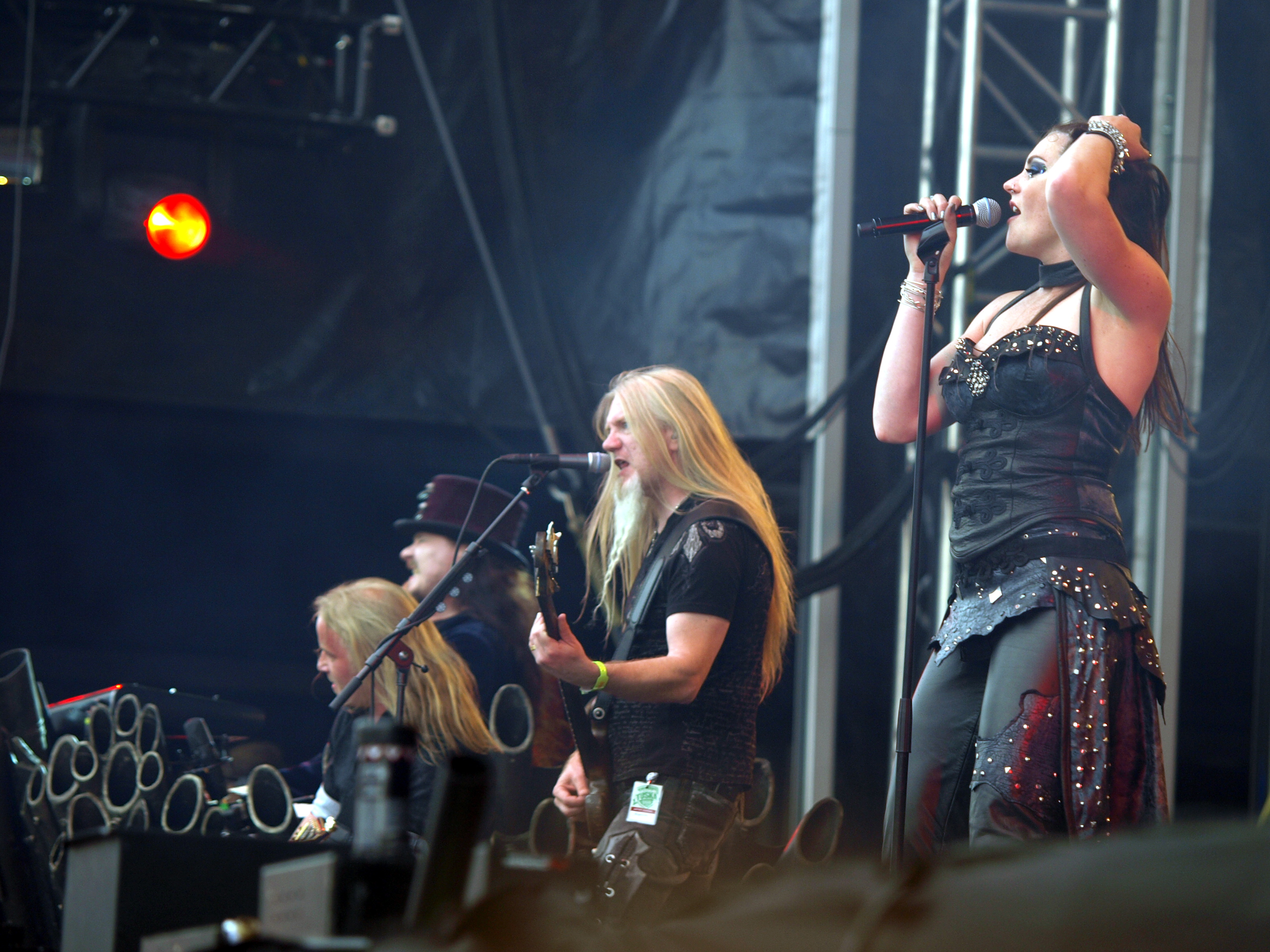
Nightwish lors du Imaginaerum World Tour en 2013.

Après avoir sorti Imaginaerum fin 2011, le groupe commence en janvier de l'année suivante le Imaginaerum World Tour avec leur ancienne chanteuse Anette Olzon et Troy Donockley comme musicien de soutien,. Le 28 septembre 2012, avant un concert dans la ville de Denver, Olzon tombe malade et est remplacée par Elize Ryd (Amaranthe) et Alissa White-Gluz (The Agonist). Le lendemain, la chanteuse donne sa dernière représentation avec Nightwish à Salt Lake City. Un jour plus tard, Olzon écrit sur son blog qu'elle n'approuvait pas d'avoir été remplacée par Ryd et White-Gluz sans avoir été consultée au préalable ; le matin suivant, elle est révoquée de sa fonction. Dans le communiqué annonçant le départ d'Olzon, le groupe déclare que Floor Jansen de ReVamp la remplacerait jusqu'à la fin de la tournée,.
Le 9 octobre 2013, à la fin de la tournée, Nightwish présente Jansen et Donockley comme étant les nouveaux membres du groupe,. En mai 2014, Tuomas Holopainen parle pour la première fois, par le biais de son site officiel, du huitième album et déclare qu'il devrait être prêt vers janvier 2015 et que les répétitions commenceraient en juillet.

## Caractéristiques

### Concept
Le concept de l'album s'inspire des travaux du naturaliste Charles Darwin. Selon Tuomas Holopainen, l'inspiration lui est venue plus précisément grâce à une citation de son livre L'Origine des espèces, qui comprend le terme correspondant au titre de l'album et fait référence à la théorie de Darwin sur la possibilité que tous les êtres vivants connus aient un ancêtre commun, :

« N’y a-t-il pas une véritable grandeur dans cette manière d’envisager la vie, avec ses puissances diverses attribuées primitivement par le Créateur à un petit nombre de formes, ou même à une seule ? Or, tandis que notre planète, obéissant à la loi fixe de la gravitation, continue à tourner dans son orbite, une quantité infinie de belles et admirables formes, sorties d’un commencement si simple, n’ont pas cessé de se développer et se développent encore ! »

— Charles Darwin,  L'Origine des espèces
Pour le nom de l'album, d'autres titres tels que Élan et The Greatest Show on Earth sont envisagés, mais Holopainen juge le dernier choix trop « pompeux », et décide finalement avec le reste du groupe d'opter pour Endless Forms Most Beautiful.
Holopainen déclare souhaiter que les fans écoutent l'album du début à la fin, comme s'ils regardaient un film, au lieu d'écouter les chansons au hasard. Il annonce aussi que le concept du nouvel opus est « très vague » : « Il s'agit de la beauté de la vie, de la beauté de l'existence, de la nature et de la science. » De plus, il compare l'album à Imaginaerum, son prédécesseur : « L'album précédent était un hommage au pouvoir de l'imagination. Endless Forms Most Beautiful est un hommage égal à la science et au pouvoir de la raison ». Le claviériste considère l'album comme étant le premier volet d'une « trilogie ou quelque chose comme ça » qui inclut Human. :II: Nature. (2020), considéré comme le « grand frère d'Endless Forms Most Beautiful », et un album prévu pour 2024

### Composition
L'album est décrit par les membres de la formation comme étant « plus centré sur le groupe », et est, pour Tuomas Holopainen, musicalement plus lourd que ses deux prédécesseurs, citant les chansons Weak Fantasy, Yours Is an Empty Hope et Endless Forms Most Beautiful comme exemples. Floor Jansen le considère comme un « album 100% Nightwish ». Elle commente également que le groupe est passé directement des répétitions à l'enregistrement, « donc toute l'ambiance du groupe a été mise dans les enregistrements ». Troy Donockley déclare que l'album « est progressif et sa perspective est définitivement très différente d'Imaginaerum [...] mais c'est toujours et absolument du Nightwish ».
Comme pour tous les autres albums du groupe, Endless Forms Most Beautiful est presque entièrement écrit par Holopainen. Et comme c'est le cas depuis 2002, le bassiste et chanteur Marco Hietala agit en tant que compositeur secondaire. Cette fois, certaines de ses paroles sont même ajoutées sur l'album. Une fois l'enregistrement des premières démos terminées, Tuomas Holopainen déclare qu'« il est trop tôt pour analyser le matériel de plus près, mais l'album va une fois de plus explorer toutes les extrémités du spectre, faisant ressortir le meilleur de Floor [Jansen] et Troy [Donockley], les nouveaux venus. Et furtivement, l'album a fini par avoir un thème qui le traverse ». Il écrit les titres de cet album en même temps que les chansons de son premier album solo, Music Inspired by the Life and Times of Scrooge, sorti en avril 2014, et affirme avoir travaillé sur les chansons tôt le matin, disant : « Je pense que je n'ai pas écrit une seule chanson après 18 heures pour cet album ».
Floor Jansen considère que « le style [de Tuomas] n'a pas changé, bien sûr, mais il y a des choses qu'il m'entend mieux chanter, comme pour Troy et Marco, et on peut sentir que ces parties s'adaptent vraiment, et en même temps il me stimule pour faire de nouvelles choses, donc je vais aussi trouver de nouveaux sons et de nouvelles frontières dans mon son ». Elle déclare également avoir été mise au défi par le claviériste afin « d'utiliser tout ce que j'ai à offrir. D’utiliser mes aiguës, mes graves, une voix plus douce, mais définitivement de manière plus douce et intime. C'est quelque chose qui, par coïncidence, me manquait un peu. Quelque chose que je n'ai pas beaucoup exploré et Tuomas a écrit des parties où je devais utiliser cette voix, où je devais m'y plonger pleinement. Je suis très heureuse de ce qui en est ressorti ». Lorsqu'on lui demande s'il y a du chant lyrique sur l'album, la chanteuse répond « oui, mais pas trop » car le groupe teste beaucoup de styles différents, dont, de temps en temps, des chœurs opératiques. Holopainen confirme plus tard avoir mis au défi la nouvelle chanteuse afin qu'elle soit convaincue que sa voix conviendrait à la fois aux chansons aux sonorités plus lourdes et plus légères. « Nous pensions que ces histoires, ces chansons, ne nécessitent pas vraiment ce style de chant [le chant lyrique]. La bonne approche pour nous tous, y compris pour Floor, était de s'en débarrasser. Il est très important d'être humble devant les chansons afin de ne pas faire les choses juste parce que vous le pouvez — ou juste pour frimer quand il s'agit de chanter, de faire des solos ou d'autres choses ».
Bien qu'elle soit autrice et parolière dans ses deux principaux groupes, After Forever et ReVamp, Floor Jansen ne participe pas à l'écriture d'Endless Forms Most Beautiful. Elle déclare : « Je ne ressens pas le besoin d'être un membre actif en tant qu'auteur-compositeur, car la musique est tellement bonne. L'essentiel est que les morceaux et la musique passent avant et non pas que mon ego veuille s'y joindre de cette manière. Mais si je peux participer et ajouter quelque chose avec mes intuitions créatives, j'en serai bien sûr ravie. Bien sûr, j'ai de l'énergie créative en moi qui doit sortir d'une manière ou d'une autre, c'est pour ça que j'ai ReVamp à côté »,,. Bien que ne participant pas à l'écriture des chansons, Tuomas Holopainen trouve que la chanteuse apporte cependant « beaucoup d'interprétations, quelques arrangements [aux chansons] et une énergie positive, c'est certain »,.
Troy Donockley déclare à propos de son rôle : « [Tuomas Holopainen] écrit des parties difficiles, surtout pour les cornemuses, parce que les cornemuses font partie intégrante d'un style et d'une tradition, donc c'est toujours agréable pour moi de repousser les limites de l'instrument. Mais ce n'est pas jusqu'au point de saturation, vous savez, le fait d'en mettre sur chaque chanson ». Le guitariste Emppu Vuorinen s'exprime peu après le début des répétitions sur le fait qu'il « ne sait pas si cela a quelque chose à voir avec l'âge — mais le besoin de se montrer a encore diminué. Il s'agit plutôt de rendre justice à la chanson et non de se pavaner ».

### Enregistrement

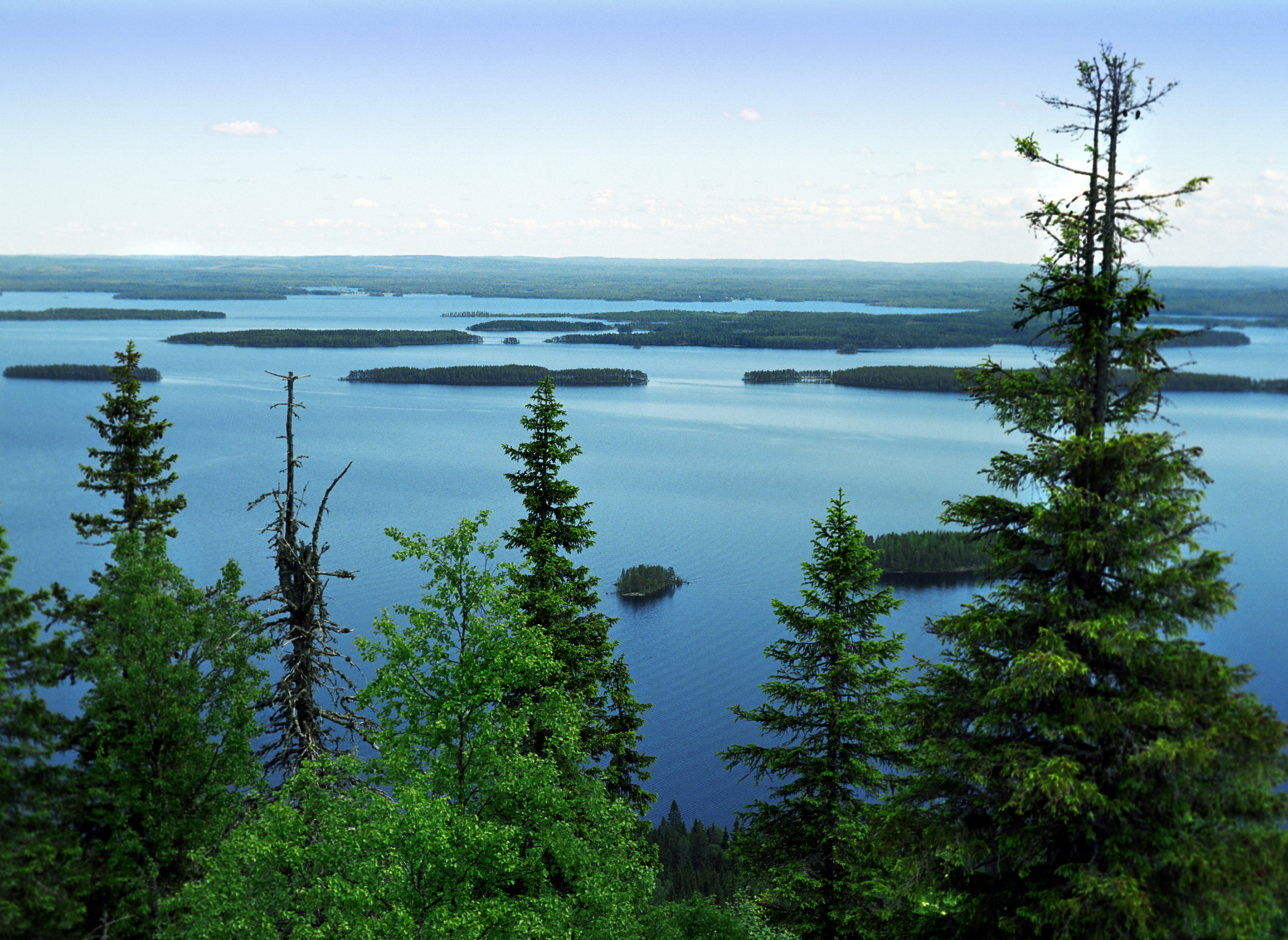
Pour répéter et enregistrer son nouvel album, le groupe emménage dans un camp à Eno entouré par la nature.

Tuomas Holopainen, Marco Hietala et l'ingénieur du son Tero « TeeCee » Kinnunen enregistrent d'abord une démo de douze pistes entre mars et avril 2014,. Au cours des mois suivants, le groupe commence ses répétitions et part faire l'enregistrement final à Eno, en Finlande, dans une cabane isolée au milieu des collines et des arbres enneigés. Un endroit que le groupe qualifie de « camp d'été »,.
L'ambiance dans laquelle le groupe travaille est décrite par Donockley comme étant merveilleuse : « la paix, le calme, la géologie, la biologie de l'endroit. [...] Je n'ai jamais rien vu de tel. C'est un endroit merveilleux ». Floor Jansen se décrit comme étant « très sensible aux environnements. Ne me mettez pas au milieu d'une ville ou d'un fantastique studio super lumineux pour que je reste inspirée pendant des semaines. Mais un endroit comme celui-ci le fait. J'aime la nature et j'aime le calme. On peut travailler pendant des heures et ensuite se détendre ». Marco Hietala souligne les avantages et les inconvénients du « camp d'été » par rapport à un vrai studio d'enregistrement : « C'est cool, tout est installé et nous pouvons enregistrer ce que nous voulons. Quand nous avons quelque chose de prêt, nous pourrons enregistrer et écouter. [...] Mais les vrais studios sont plus sûrs dans le sens où ils sont insonorisés. Vous n'avez pas à vous soucier des bruits extérieurs ». Jansen explique que « Nous avions tous nos petites cabanes où nous pouvions dormir ou avoir un peu d'intimité si nous le voulions, ce qui nous permettait également de recevoir la visite de nos conjoints, enfants, amis et autres. Dans l'une des maisons principales, nous avons construit un studio de répétition, et à l'étage, le studio d'enregistrement ».

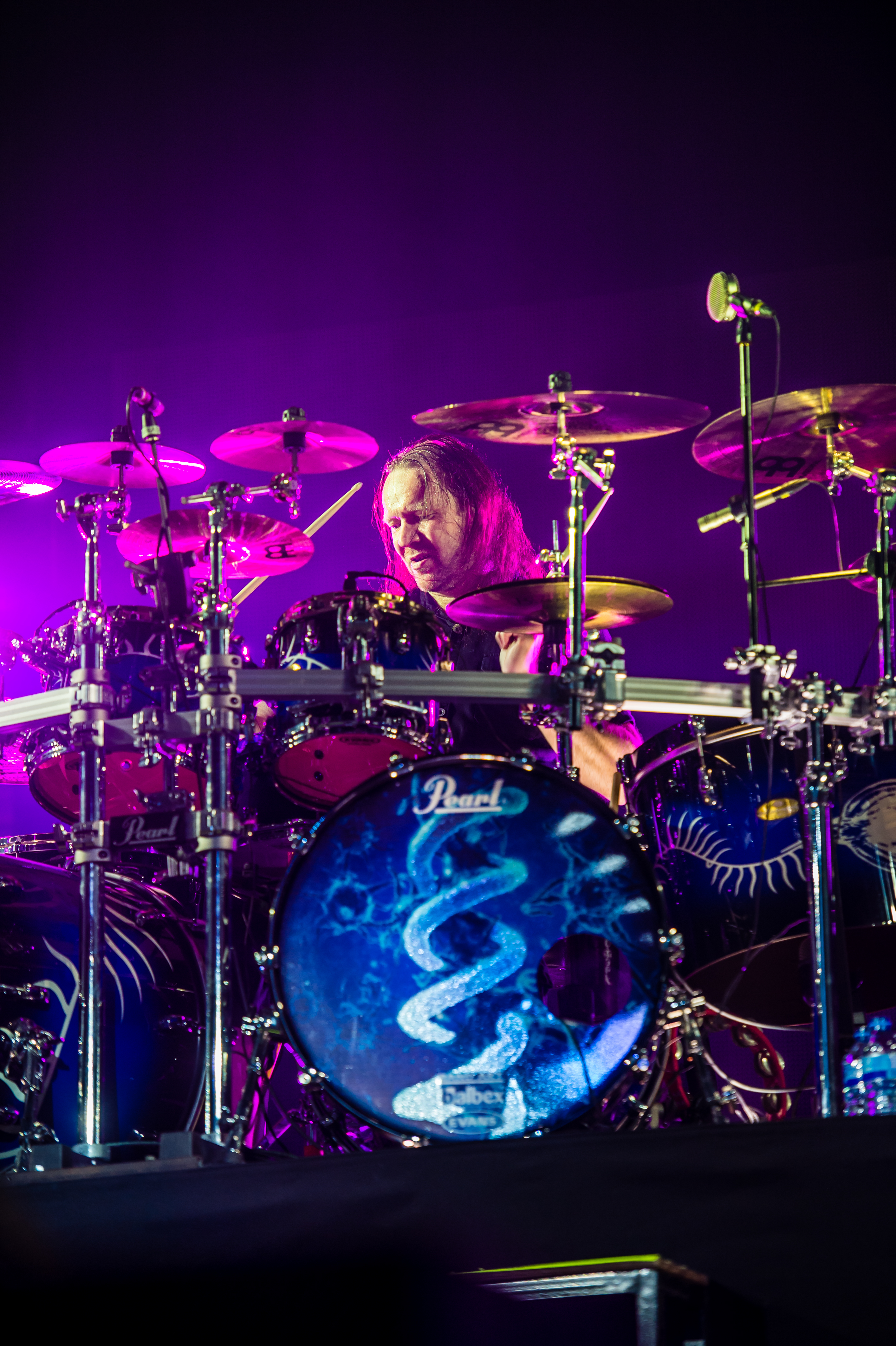
Kai Hahto remplace Jukka Nevalainen à la batterie, car ce dernier souffre d'insomnie.

Le 6 août 2014, le batteur Jukka Nevalainen, souffrant d'insomnie, annonce ne plus pouvoir participer à l'album et à la tournée suivante. Il continue cependant à s'occuper des questions administratives du groupe. Il est remplacé par Kai Hahto, un de ses amis, batteur de Wintersun et Swallow the Sun, qui a également travaillé comme coach batterie pour Nightwish,,.
Le 24 août, le groupe annonce sur sa page Facebook que les enregistrements de la batterie sont terminés, et que ceux pour la basse se termineraient le 1er septembre. Ils informent par la suite que les enregistrements pour les guitares et le chant sont également terminés,. Holopainen est surpris de voir que les enregistrements sont terminés avant la date limite prévue, et déclare que la rapidité a peut-être été facilitée par le fait que les membres travaillaient davantage de manière coordonnée et que tout était bien répété. Lorsque le groupe commençait à répéter les parties instrumentales, Floor Jansen restait dans le studio pour les accompagner, ce qui permit au groupe de discuter plus en détail du chant — il s'agit de la première fois qu'une chanteuse de Nightwish assiste à toutes les répétitions, ce dont Marco fait l'éloge par la suite,. Le 28 septembre, ils annoncent leur départ du camp.
Pour les parties orchestrales, le groupe travaille de nouveau avec le chef d'orchestre britannique Pip Williams et l'Orchestre philharmonique de Londres,. Tuomas Holopainen déclare qu'il s'agit de « la sixième ou septième fois que nous travaillons avec eux. Nous avons réalisé ce dont ils sont capables durant toutes ces années. Ce n'est donc plus une surprise, mais aussi ils ne cessent de me surprendre. Le niveau de professionnalisme est tout simplement incroyable. Plus important encore, ils aiment manifestement ce qu'ils font. Ces gars avec qui nous avons travaillé pendant plus de dix ans sont toujours à la hauteur ». Au même moment, le groupe annonce aussi la participation spéciale du biologiste britannique Richard Dawkins comme narrateur pour certaines parties de l'album. Holopainen contacte lui-même Dawkins par le biais d'une lettre manuscrite, à laquelle celui-ci répondit deux semaines plus tard par un e-mail disant qu'il n'avait jamais entendu parler de Nightwish auparavant, mais qu'il s'était intéressé à eux après avoir écouté certaines de leurs chansons sur Internet,. Leurs parties sont enregistrées par Michael Taylor au studio Hats Off à Oxford,,.
Le mixage de l'album est réalisé par Holopainen et ses anciens collaborateurs Mikko Karmila et Tero Kinnunen. Le 29 octobre, le groupe annonce le début du mixage, et le 16 décembre, son achèvement. Il est ensuite masterisé par Mika Jussila au Finnvox Studio en janvier 2015.

### Informations sur les pistes

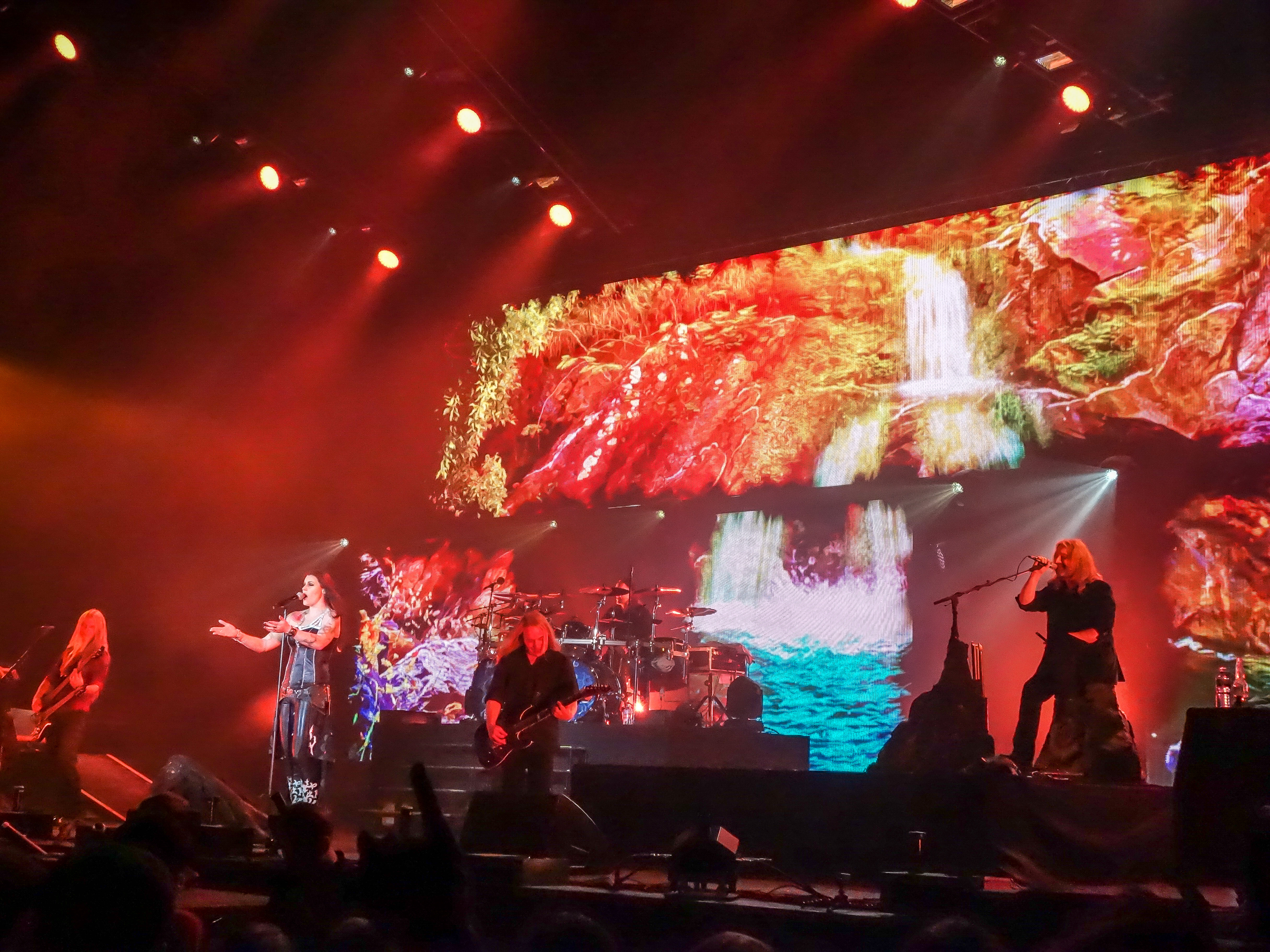
Nightwish interprétant Élan en 2015 à Lyon lors du Endless Forms Most Beautiful World Tour.

Shudder Before the Beautiful s'ouvre sur une citation de Richard Dawkins évoquant « la beauté du monde et tout ce qu'il a à offrir ». La chanson rappelle à Holopainen les albums Once et Oceanborn et met aussi en scène une nouvelle « bataille » instrumentale entre les parties de clavier et de guitare, qui n'avait pas eu lieu depuis environ 15 ans.
Weak Fantasy, principalement composée par Marco Hietala, est considérée par Holopainen comme la chanson la plus « lourde » de l'album. Les paroles, qui critiquent la façon dont certaines religions restreignent la vie des gens, sont coécrites avec Hietala. Ce dernier compose pour la chanson une partie instrumentale centrée sur la guitare acoustique qui n'est pas gardée par les autres membres du groupe car elle rallongeait trop le morceau,. En 2016, dans une interview avec Louder, le bassiste commente davantage le morceau en déclarant qu'il s'agit d'une combinaison « d'une chanson metal intéressante avec des parties de guitare qui explorent le folk celtique ». En concert, les paroles « wake up or die » sont affichées sur l'écran derrière le groupe. Troy Donockley explique que la phrase vient du film Relidicule, que lui et Holopainen adorent.
Élan parle du « sens de la vie, qui peut être quelque chose de différent pour chacun d'entre nous. Il est important de s'abandonner à la « chute libre » occasionnelle et de ne pas craindre le chemin le moins fréquenté ». Au départ, Holopainen n'avait pas l'intention d'inclure la chanson dans la liste des titres de l'album, mais il change d'avis lorsque le groupe commence à travailler dessus. Sur une suggestion de Donockley et Hietala, il la choisit comme premier single de l'album plutôt que Edema Ruh, prévue initialement. Au départ, le claviériste n'était pas sûr de vouloir faire Yours Is an Empty Hope (coécrite avec Marco Hietala et considérée par ce dernier comme étant l'une des chansons au son le plus massif de l'album), mais il finit par le faire car le sujet du morceau est très « inspirant ». Il évite de trop expliquer le sens des paroles car il ne veut pas « ruiner » l'interprétation des autres,. Cependant, Hietala déclare dans une autre interview que le morceau parle de l'idée de « vivre le « ici et maintenant » au lieu du « plus tard » ».
Our Decades in the Sun est une ballade en l'honneur des parents des membres du groupe. Le claviériste déclare qu'il s'agit « peut-être du morceau le plus difficile à mettre en place » en raison de son caractère délicat et intime — et qu'il a même fait pleurer le groupe lors des répétitions et l'enregistrement. My Walden est une chanson celtique avec un travail plus important de la part de Troy Donockley. Elle est considérée par le leader du groupe comme une continuation de la chanson I Want My Tears Back d'Imaginaerum. Endless Forms Most Beautiful s'inspire du livre de Darwin, Il était une fois nos ancêtres. Edema Ruh fait référence au groupe de musiciens et d'acteurs itinérants mentionné dans le livre de Patrick Rothfuss, Le Nom du vent ; il s'agit d'une des premières chansons écrites pour l'album.

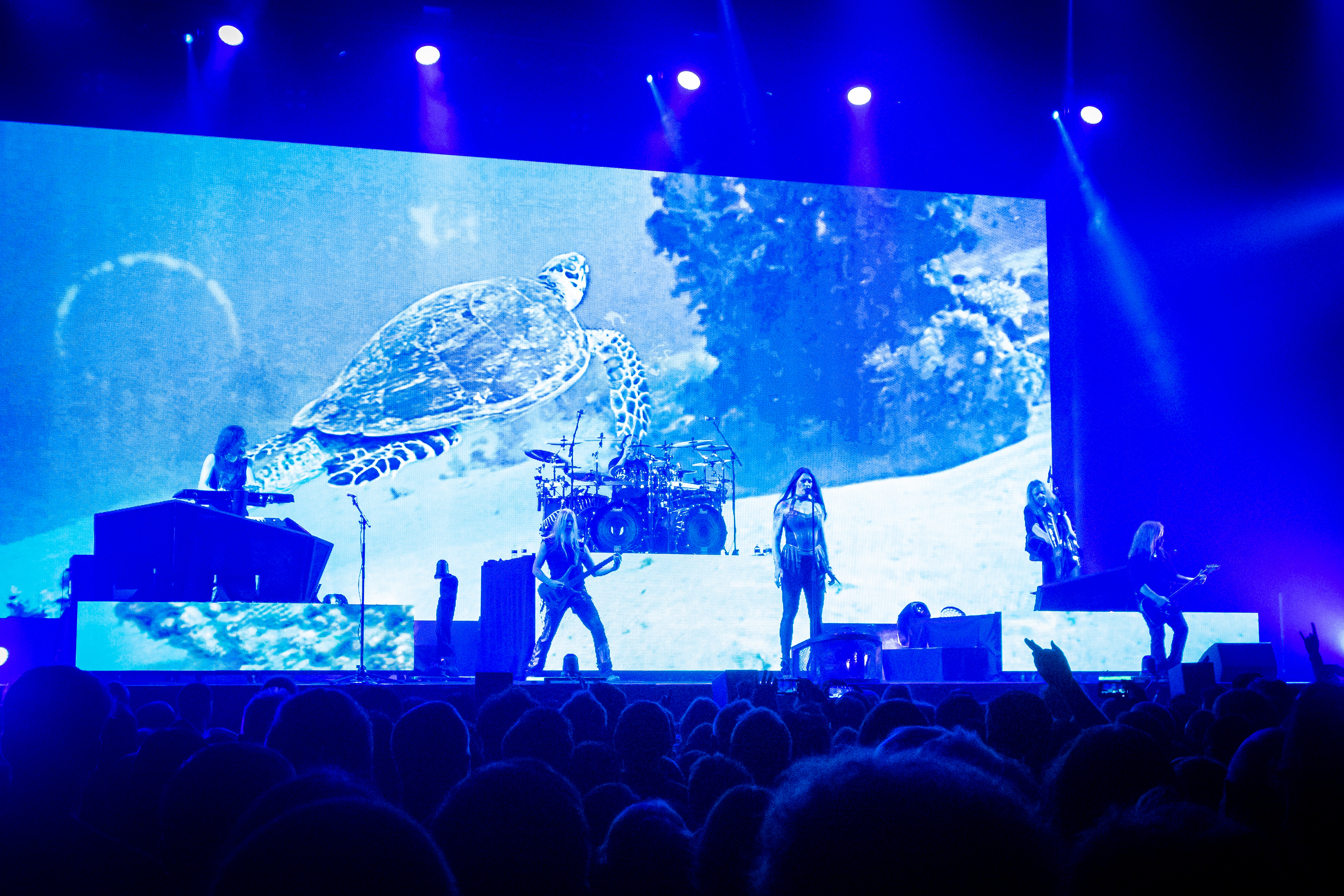
Nightwish interprétant The Greatest Show on Earth à Genève en 2018 lors du Decades World Tour.

Alpenglow est considérée comme la « chanson ultime de Nightwish » par Holopainen, qu'il qualifie aussi de « petit interlude sympa » avec « un refrain accrocheur et un riff de guitare toxique ». Il déclare également qu'elle est le résultat de sa volonté d'écrire une chanson d'amour pour l'album dans le but particulier de trouver un nouvel angle de narration. Selon lui, le secret le plus important pour aborder des thèmes universels comme l'émerveillement, la nostalgie ou la mort est de toujours trouver de nouvelles façons de traduire les émotions et les histoires en musique.
The Eyes of Sharbat Gula est un morceau instrumental prévu à l'origine avec des paroles. Le claviériste a eu l'idée d'écrire cette chanson quelques années auparavant, après avoir acheté un numéro de National Geographic contenant une reproduction de la célèbre photo de la jeune Afghane. Il explique que la photo a eu un grand impact sur lui : « Ces yeux, ces yeux sauvages, indomptés et à la fois sans peur et craintifs. J'ai voulu capturer l'essence de cette photo dans l'une de mes chansons ». À l'origine, le morceau parle de la vie des enfants dans les pays en guerre, mais Holopainen rencontre des difficultés avec les paroles en raison de la délicatesse du sujet. Après avoir demandé conseil à Donockley, il décide de ne pas utiliser de paroles autres que celles de voix lointaines et d'un chœur d'enfants. Il considère ce morceau comme une pause entre le reste de l'album et le morceau de clôture.
The Greatest Show on Earth, d'une durée de 24 minutes, est le morceau le plus long de la carrière du groupe et fait référence à « la vie et l'évolution par sélection naturelle ». Le titre s'inspire du livre de Richard Dawkins : Le Plus Grand Spectacle du monde. Holopainen considère le morceau comme « la chose la plus ambitieuse que nous ayons jamais faite » et déclare qu'à l'origine il était encore plus long, dépassant les 30 minutes. Il considère que l'album se compose de « neuf grands actes de soutien, [...] un entracte et puis l'acte principal », et ce dernier est le morceau de clôture. Marco ajoute qu'il « est probablement l'aboutissement de tout ce que nous avons fait ensemble ». Tuomas Holopainen déclare également que le groupe ne le jouera guère dans son intégralité en concert. En concert, des photos de personnes sont affichées sur l'écran derrière le groupe ; la plupart sont des photos provenant de banques d'images, mais certaines montrent des proches des membres de la formation.

## Lancement et accueil

### Lancement

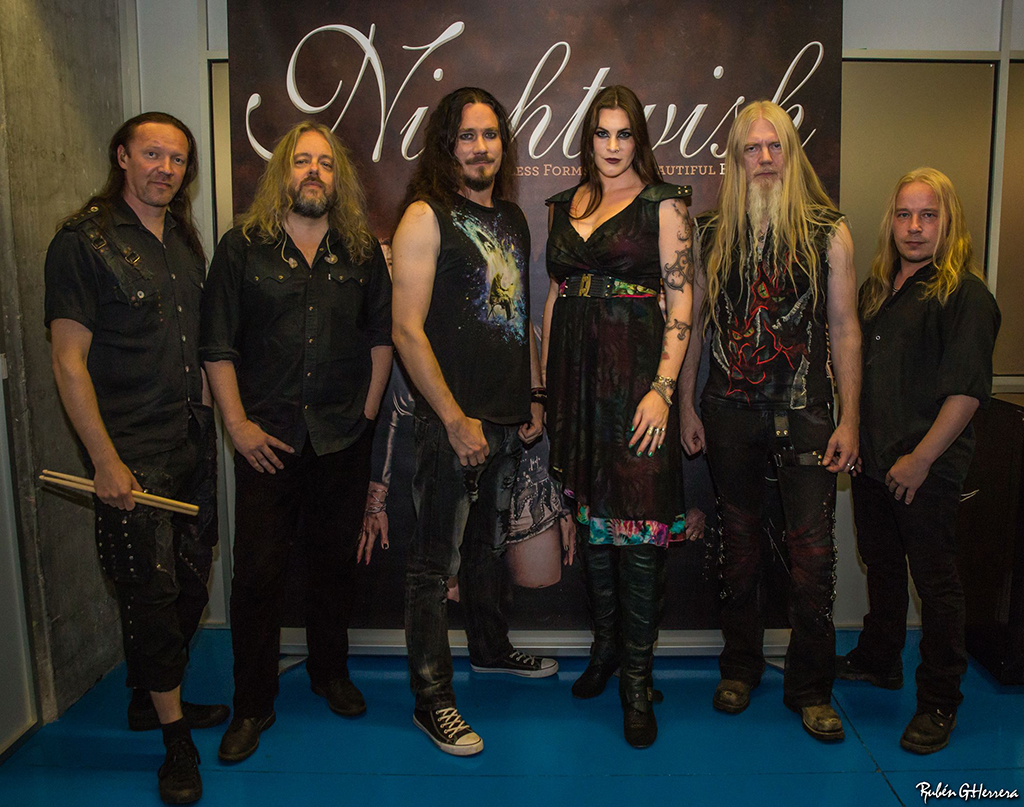
Nightwish à Madrid pour la promotion de l'album.

L'album est publié fin mars 2015 dans le monde entier, sortant le 25 au Japon, le 27 en Europe et en Argentine,, le 30 au Royaume-Uni et le jour suivant aux États-Unis,. En plus de l'édition normale de 11 titres, publiée physiquement et en téléchargement numérique, l'album sort en versions vinyles de différentes couleurs, en version livre digitale avec un CD supplémentaire contenant les versions instrumentales des chansons, et en deux versions d'earbook : la première comprenant un disque instrumental et un orchestral, et la seconde est accompagnée d'un vinyle bonus.
Pour promouvoir l'album, le groupe sort le 13 février 2015 la chanson Élan comme premier single et est selon le claviériste Tuomas Holopainen, un « merveilleux aperçu de l'album, qui en donnera un petit avant-goût mais ne révélera que très peu du grand voyage à venir ». À sa sortie, la chanson se place à la 200e place des charts français, à la 3e place des charts finlandais, à la 53e place des charts autrichiens et à la 33e place des charts allemands et suisses,. Le 8 mai 2015, le groupe publie Endless Forms Most Beautiful comme second single,,. Selon le bassiste du groupe, Marko Hietala, Endless Forms Most Beautiful est choisie comme second single car le groupe voulait présenter une chanson aux sonorités plus metal par rapport à son prédécesseur qui a une « structure simple, un refrain accrocheur et une mélodie idéale pour un objectif vidéo ».
L'album se vend à plus de 18 000 exemplaires à sa sortie aux États-Unis, lui permettant d'atteindre la 34e place du Billboard 200.

### Accueil critique
Endless Forms Most Beautiful reçoit à sa sortie des critiques positives. Dom Lawson, de The Guardian, considère que l'idée du groupe de miser ses textes sur des thèmes moins fantaisistes apporte des éléments qui « aboutissent à l'enregistrement le plus ambitieux et le plus sûr que le groupe ait réalisé jusqu'à présent » et désigne Tuomas Holopainen, le compositeur principal, comme étant le responsable de la qualité du disque. À propos de Floor Jansen, Lawson déclare trouver « un bon équilibre entre les acrobaties lyriques et les mélodies simples, notamment sur la chanson lumineuse et entêtante qu'est Élan ». Le magazine Metal Storm décrit Endless Forms Most Beautiful comme étant « un bel album composé de chansons incroyables » et qui « n'essaie pas d'être une nouvelle tentative pour annoncer de façon grandiose une nouvelle ère pour le groupe. C'est tout simplement un grand album. Et le faire était une décision intelligente ». Le magazine fait également l'éloge de la voix de Jansen et de la façon dont elle utilise sa voix par rapport aux différents albums auxquels elle a participé dans le passé, trouvant en elle un « côté serein, doux, grave et sourd ainsi qu'un côté encore plus déchiré ».
Solomon Encina, de Metal Injection, trouve qu'il s'agit de l'album le plus abouti de Nightwish, bien qu'il détecte de nombreuses répétitions dans des morceaux comme Élan, Alpenglow et Endless Forms Most Beautiful et trouve un manque de nouveautés dans leur musique. Craig Hartranft, fondateur de Dangerdog Music Reviews, déclare : « Le nouvel album de Nightwish, Endless Forms Most Beautiful, est formidable. [...] C'est le Nightwish que vous connaissez et que vous aimez : des arrangements à couper le souffle associés à une orchestration massive et des voix magnifiques ». L'équipe d'Ultimate Guitar affirme avoir eu besoin de quelques écoutes pour vraiment comprendre l'album, donnant comme analyse finale : « [Endless Forms Most Beautiful est] probablement l'album le plus complet et le mieux écrit du catalogue de Nightwish » bien qu'il considère également que le titre de The Greatest Show on Earth fait un peu prétentieux ; il est pour eux « plus proche de la vérité que Nightwish ne l'a jamais été auparavant ».
En 2021, l'album est élu par Metal Hammer comme étant le 3e « meilleur album de metal symphonique de tous les temps ».

### Hommages
En juillet 2020, grâce à l'association de Nightwish avec le biologiste Richard Dawkins et pour rendre hommage à leur album Endless Forms Most Beautiful de 2015 « sur l’évolution de la vie », un groupe de scientifiques a décidé de nommer « Tanidromites nightwishorum » une des anciennes espèces de crabes qu'ils ont récemment découverte,.

## Endless Forms Most Beautiful World Tour

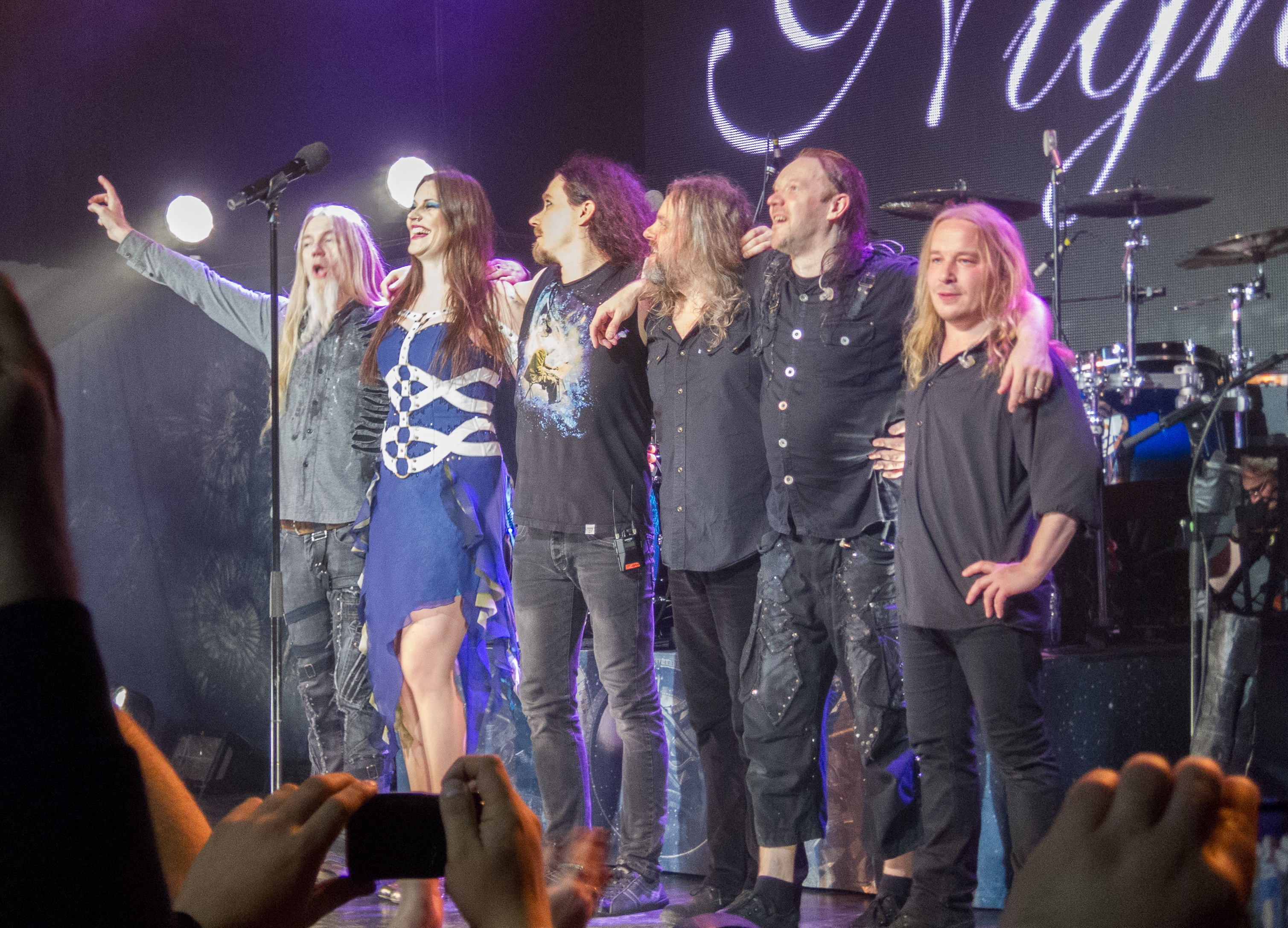
Nightwish à la fin d'un de ses concerts à Londres en 2016.

Pour promouvoir leur nouvel opus, le groupe lance le Endless Forms Most Beautiful World Tour qui débute le 8 avril 2015 et fait d'abord passer la formation aux États-Unis et au Canada,,. Puis de juin à août 2015, après la tournée nord-américaine, Nightwish retourne en Europe en commençant ses concerts en Finlande avec une date dans le Baltic Princess Cruise, un navire de croisière, avant de partir se produire en tête d'affiche dans les plus grands festivals européens dont le Masters of Rock, le M'era Luna, l'Alcatraz Metal Festival, le Summer Breeze Open Air et pour la toute première fois au Hellfest,.
Après une pause d'un mois, Nightwish effectue sa sixième tournée en Amérique latine et joue au festival Rock in Rio. Ce concert voit la participation exclusive de Tony Kakko, chanteur de Sonata Arctica, sur le morceau The Islander. Puis, en novembre 2015, le groupe continue jusqu'à la fin de l'année une tournée européenne,. Il devient le 19 décembre 2015 le premier groupe finlandais à investir le Wembley Arena de Londres et pour l'occasion, le groupe invite Richard Dawkins à faire la narration finale sur The Greatest Show on Earth,. Ce concert, ainsi que celui réalisé au Tampere Stadium en juillet, sont filmés pour une sortie en CD et DVD sous le nom de Vehicle of Spirit,,. En janvier 2016, Nightwish joue six dates en Australie et une date à Singapour avant d'effectuer en février et mars une nouvelle tournée nord-américaine,.
Après s'être produite en avril en Asie et en mai en Russie et en Ukraine, la formation retourne jouer dans les festivals de rock et de metal européen, où elle joue au Download Festival en Angleterre et au Graspop Metal Meeting en Belgique. Nightwish organise le 20 août 2016 un concert spécial 20 ans à la Himos Areena en Finlande. Pour l'occasion, le groupe fait participer le bassiste originel Sami Vänskä sur la chanson Stargazers et le batteur Jukka Nevalainen sur la chanson Last Ride of the Day,,. Nightwish joue en Corée du Sud pour la toute première fois depuis le Wishmaster World Tour en 2001, avant de terminer le Endless Forms Most Beautiful World Tour le 9 octobre 2016.

## Liste des titres
Toutes les paroles sont écrites par Tuomas Holopainen.
| 1.    | Shudder Before The Beautiful | Tuomas Holopainen                | Floor Jansen                                         | 6:29  |
| 2.    | Weak Fantasy | Tuomas Holopainen, Marco Hietala | Floor Jansen, Marco Hietala                          | 5:23  |
| 3.    | Élan | Tuomas Holopainen                | Floor Jansen                                         | 4:45  |
| 4.    | Yours Is An Empty Hope | Tuomas Holopainen                | Floor Jansen, Marco Hietala                          | 5:34  |
| 5.    | Our Decades In the Sun | Tuomas Holopainen, Marco Hietala |                                                      | 6:37  |
| 6.    | My Walden | Tuomas Holopainen, Marco Hietala | Troy Donockley Floor Jansen                          | 4:38  |
| 7.    | Endless Forms Most Beautiful | Tuomas Holopainen, Marco Hietala | Floor Jansen                                         | 5:07  |
| 8.    | Edema Ruh | Tuomas Holopainen                | Floor Jansen, Troy Donockley                         | 5:15  |
| 9.    | Alpenglow | Tuomas Holopainen                | Floor Jansen, Troy Donockley                         | 4:45  |
| 10.   | The Eyes Of Sharbat Gula | Tuomas Holopainen                | Troy Donockley                                       | 6:03  |
| 11.   | The Greatest Show On Earth - I. "Four Point Six" (5:47) - II. "Life" (5:05) - III. "The Toolmaker" (Hietala, Holopainen) (6:22) - IV. "The Understanding" (3:00) - V. "Sea-Worn Driftwood" (3:48) | Tuomas Holopainen, Marco Hietala | Floor Jansen, Marco Hietala, Richard Dawkins (guest) | 24:00 |
| 78:36 | |                                  |                                                      |       |

## Classements et certifications

### Classement hebdomadaire
| Pays               | Chart                   | Meilleure position | Réf     |
| ------------------ | ----------------------- | ------------------ | ------- |
| Allemagne          | Media Control AG        | 2                  | [ 107 ] |
| Australie          | ARIA                    | 16                 | [ 108 ] |
| Autriche           | Ö3 Austria Top 40       | 4                  | [ 109 ] |
| Belgique           | Ultratop 50 Flandres    | 14                 | [ 110 ] |
| Belgique           | Ultratop 40 Wallonie    | 15                 | [ 111 ] |
| Canada             | Canadian Albums         | 13                 | [ 112 ] |
| Espagne            | Promusicae              | 13                 | [ 113 ] |
| États-Unis         | Billboard 200           | 34                 | ,       |
| Finlande           | Suomen virallinen lista | 1                  | [ 115 ] |
| France             | SNEP                    | 12                 | [ 116 ] |
| Grèce              | IFPI                    | 9                  | [ 114 ] |
| Irlande            | IRMA                    | 21                 | [ 114 ] |
| Mexique            | AMPROFON                | 6                  | [ 112 ] |
| Norvège            | VG-lista                | 2                  | [ 117 ] |
| Nouvelle-Zélande   | RIANZ                   | 32                 | [ 118 ] |
| Pays-Bas           | Mega Album Top 100      | 3                  | [ 119 ] |
| Pologne            | ZPAV                    | 10                 | ,       |
| République tchèque | IFPI                    | 1                  | ,       |
| Royaume-Uni        | UK Albums Chart         | 12                 | [ 121 ] |
| Royaume-Uni        | Rock & Metal Albums     | 1                  | [ 122 ] |
| Suède              | Sverigetopplistan       | 4                  | [ 123 ] |
| Suisse             | Schweizer Hitparade     | 2                  | [ 112 ] |

### Certifications
| Pays                    | Certification |
| ----------------------- | ------------- |
| Finlande (IFPI Finland) | 2 × Platine   |
| Allemagne (IFPI)        | Or            |
| Suisse (IFPI)           | Or            |
| Tchéquie (IFPI)         | Or            |

## Crédits
| - Floor Jansen – chants - Tuomas Holopainen – claviers, piano - Marco Hietala – basse, guitare acoustique, chants (pistes 2, 4, 11), chœurs - Emppu Vuorinen – guitares - Troy Donockley – chants (piste 6), instruments à bois - Kai Hahto – batterie - Richard Dawkins – narration sur Shudder Before the Beautiful et The Greatest Show on Earth - Pip Williams – arrangement des parties de chœurs, d'orchestrales et direction - Ilona Opulska – assistante de Pip Williams - James Shearman – direction d'orchestre - Metro Voices – chœur - Richard Ihnatowicz – préparation musicale | - Tero « TeeCee » Kinnunen – producteur, ingénieur son, mixage - Mikko Karmila – ingénieur son, mixage - Mika Jussila – mastering - Tuomas Holopainen – producteur - Nightwish – co-production - Steve Price – ingénieur son pour les enregistrements orchestraux - Jeremy Murphy – ingénieur assistant pour les enregistrements orchestraux - Jussi Tegelman – effets sonores et échos musicaux dans The Toolmaker - Sea-Worn Driftwood fait partie de l'expérience Cosmic Beam de Francesco Lupica - Janne & Gina Pitkänen – pochette d'album - Ville Juurikkala – photographie |

### Orchestre de Grandeur
- Isobel Griffiths – entrepreneur d'orchestre
- Lucy Whalley – assistante de l'entrepreneur d'orchestre
- Perry Montague-Mason –  violons
- Emlyn Singleton – violons
- Dermot Crehan – violons
- Patrick Kiernan – violons
- Mark Berrow – violons
- Rita Manning – violons
- Boguslaw Kostecki – violons
- Everton Nelson – violons
- Chris Tombling – violons
- Steve Morris – violons
- Jackie Hartley – violons
- Emil Chakalov – violons
- Pete Hanson – violons
- Jim McLeod – violons
- Sonia Slany – violons
- Peter Lale – altos
- Bruce White – altos
- Martin Humbey – altos
- Rachel Bolt – altos
- Andy Parker – violoncelles
- Martin Loveday – violoncelles
- Dave Daniels – violoncelles
- Jonathan Williams – violoncelles
- Frank Schaefer – violoncelles
- Paul Kegg – violoncelles
- Chris Laurence – contrebasses
- Steve Mair – contrebasses
- Richard Pryce – contrebasses
- Andy Findon – flûte, piccolo
- Anna Noakes – flûte, piccolo
- David Theodore – hautbois, cor anglais
- Nicholas Bucknall – clarinette en B♭ (en)
- Dave Fuest – clarinette en B♭, clarinette basse
- Julie Andrews – basson, contrebasson
- Richard Watkins – cor d'harmonies
- Philip Eastop – cor d'harmonies
- Nigel Black – cor d'harmonies
- Phil Cobb – trompettes
- Mike Lovatt – trompettes
- Kate Moore – trompettes
- Mark Nightingale – trombones ténor
- Ed Tarrant – trombones ténor
- Andy Wood – trombones basse
- Owen Slade – tuba
- Skaila Kanga – harpe
- Paul Clarvis – percussions ethniques
- Stephen Henderson – timbales
- Frank Ricotti – percussions
- Gary Kettel – percussions

| - Jenny O'Grady – chef de chœur - Alexandra Gibson, Alice Fearn, Ann de Renais, Catherine Bott, Claire Henry, Deborah Miles Johnson, Eleanor Meynell, Emma Brain Gabbott, Grace Davidson, Helen Brooks, Jacqueline Barron, Jenny O’Grady, Joanna Forbes, Jo Marshall, Kate Bishop, Mary Carewe, Morag MacKay, Rosemary Forbes Butler, Sarah Eyden, Soophia Foroughi, Andrew Playfoot, Ben Fleetwood Smyth, Callum MacIntosh, David Porter Thomas, Gabriel Vick, Gerard O’Beirne, James Mawson, Lawrence Wallington, Lawrence White, Michael Dore, Neil Bellingham, Richard Henders, Robin Bailey, Stephen Weller, Steve Trowell, Tom Pearce | - Lynda Richardson – chef de chœur - Omar Ait el Caid, Bertie Beaman, Delphine Christou Hill, Oliver Cripps, Eleanor Grant, Rowan Hallett, Theo Harper, Jane Jones, Asha Lincogle-Gabriel, Jenson Loake, Celine Markantonis, Kaela Simi Masek, Robert Masek, Marguerite Moriarty, Andrew Morton, Akinoluwa Olawore, Modadeogo Olawore, Christopher Sabiski, Alistair Spencer, George Webb |